# Armada barrygoateri
Armada barrygoateri is een vlinder uit de familie uilen (Noctuidae). De wetenschappelijke naam is voor het eerst geldig gepubliceerd in 2003 door G. Ronkay & L. Ronkay.
De soort komt voor in Europa.